# نبرد المسیفره
نبرد المسیفره (عربی: معركة المسيفرة) یکی از مهمترین جنگ‌های نظامی بین شورشیان دروزی و ارتش فرانسه در مرحله اول «انقلاب بزرگ سوریه» است که تا سال ۱۹۲۷ ادامه یافت. نبرد با پیروزی فرانسویان به پایان رسید.

## آمادگی فرانسویان برای نبرد
پس از پیروزی شورشیان در نبرد المزرعه، فرانسویان تلاش کردند برای تجدید سازمان، با وجود شکستی که آن را فراموش نکرده بودند، با انجام مذاکرات با شورشیان از زمان موجود برای افزایش مهارت‌های مبارزه خود و آوردن نیرو و تجهیزات بیشتر استفاده کنند، تا اینکه در ۹/۱۱/۱۹۲۵ با وارد شدن هفده هزار سرباز در بندر بیروت با فرماندهی ژنرال گاملان و وجود افسران برجسته فرانسوی در ارتش، به حالت آماده‌باش برای از بین بردن انقلاب و آزادی پادگان نظامی فرانسه که تحت محاصره در قلعه السویدا بود درآمد.
روستای المسیفره در حوران مرکز تجمع نیروها به عنوان نقطه نزدیک به کوه العرب انتخاب شد و سرهنگ آندریا ۱۵۰۰ نظامی را در آنجا گرد آورد. آنها اقدام به حفر خندق و ایجاد سیم‌های خاردار و نیز تعیین مواضع خودروهای زرهی و توپخانه سنگین و تعدادی هواپیما نمودند. از طرف دیگر رهبری انقلاب جلسات خود و آمادگی خود را برای ادامه مبارزه به رهبری سلطان پاشا الاطرش، همراه با تعدادی از رهبران مانند عادل ارسلان، و دکتر عبدالرحمن شاه بندر و نزیه مؤید العظم و رئیس ستاد انقلاب، سرلشکر فؤاد سلیم، برگزار نمودند.

## نبرد
انقلابیون به نزدیکی روستای المسیفره رفته و راهنمای آنان نیز فردی بنام مصطفی ابوالحسنین از اهالی حوران بود. در نیمه‌های شب وقتی که به مواضع فرانسویان نزدیک می‌شدند از سلاح یکی از انقلابیون به‌طور ناخواسته یک گلوله شلیک شد و باعث هوشیاری نیروهای فرانسوی گردید و آنها نیز بلافاصله اقدام به آتش متقابل نمودند و تعداد زیادی از انقلابیون در همان لحظات اول کشته شدند ولی با اینحال آنها توانستند به خط اول نیروهای فرانسوی رسیده و سپس در داخل روستا متمرکز شوند تا سایر نیروهایشان به آنها ملحق گردند. صبح نیز به نیروهای کمکی فرانسوی که از سمت الکرک می‌آمدند حمله کردند و به رهبری الاطرش توانستند علی‌رغم حمایت هوایی هواپیماهای فرانسوی که بشدت انجام می‌گرفت مجدداً به مواضع خودشان برگردند. انقلابیون که تعداد آنها ۱۰۰ نفر بود توانستند به میزان زیادی از سلاح، مهمات و اسب دست پیدا کنند و در تاریکی شب نیز از روستا عقب‌نشینی کنند.